# Втрати батальйону «Сомалі»
У статті наведено подробиці втрат батальйону «Сомалі»,  збройного формування 1-го армійського корпусу окупаційних військ РФ на Донбасі.

## Війна на Донбасі
| п/п | Ім'я, псевдо                              | Звання/посада                     | Місце смерті                   | Дата народження | Дата смерті |
| --- | ----------------------------------------- | --------------------------------- | ------------------------------ | --------------- | ----------- |
| 1.  | Зиков Олексій Вікторович                  |                                   | Полтавське, Донецька область   | 28.07.1978      | 10.08.2014  |
| 2.  | Чернишов Сергій Леонідович-"Чибка"        |                                   | м. Іловайськ, Донецька область | 03.07.1976      | 10.08.2014  |
| 3.  | Черкасов Олександр Олександрович          |                                   |                                | 26.09.1956      | 12.08.2014  |
| 4.  | Доценко Роман Володимирович («Доцент»)    |                                   | поблизу м. Іловайськ           | 07.01.1986      | 17.08.2014  |
| 5.  | Марчуков Юрій Володимирович («Узбек»)     |                                   | поблизу м. Іловайськ           | 18.06.1961      | 18.08.2014  |
| 6.  | Тисленко Артем Олександрович («Тесля»)    |                                   | поблизу м. Іловайськ           | 02.09.1994      | 18.08.2014  |
| 7.  | Лічман Ігор Володимирович («Моряк»)       |                                   | Іловайськ                      | 13.12.1962      | 19.08.2014  |
| 8.  | Хохлов Володимир Вікторович («Серб»)      |                                   | Оленівка                       | 03.07.1980      | 24.08.2014  |
| 9.  | Метелиця Олександр Миколайович («Мітла»)  |                                   | Донецьк                        | 14.09.1970      | 11.10.2014  |
| 10. | Грицунов Віктор Вікторович («Бджола»)     |                                   | Донецьк                        | 29.07.1992      | 15.10.2014  |
| 11. | Минаков Михайло Геннадійович («Страх»)    |                                   | Донецьк                        | 31.07.1972      | 15.10.2014  |
| 12. | Іванков Андрій Володимирович              |                                   | Донецьк                        | 01.06.1977      | 27.10.2014  |
| 13. | Геворгян Мисак Сердакович                 |                                   | Донецьк                        | 05.11.1981      | 16.11.2014  |
| 14. | Рубан Кирило Сергійович                   |                                   | Донецьк                        | 03.03.1994      | 15.12.2014  |
| 15. | М'ягков Олег В'ячеславович                | рядовий                           | Донецьк                        | 10.04.1973      | 15.01.2015  |
| 16. | Злобін Михайло Геннадійович               |                                   | Донецьк                        | 05.06.1992      | 15.01.2015  |
| 17. | Міщенко Михайло Анатолійович              |                                   | Донецьк                        | 02.01.1974      | 02.02.2015  |
| 18. | Санников Руслан Дмитрович («Марадона»)    |                                   | Донецьк                        | 24.09.1984      | 08.02.2015  |
| 19. | Риндін Андрій Григорович                  |                                   | Донецьк                        | 17.10.1976      | 19.02.2015  |
| 20. | Іващенко Олексій Олександрович («Вулкан») | єфрейтор розвідник-радітелефоніст | Донецьк                        | 19.05.1983      | 21.02.2015  |
| 21. | Тиха Наталія Миколаївна                   |                                   | Донецьк                        | 18.05.1963      | 21.02.2015  |
| 22. | Оунфрієнко Василь Васильович              |                                   | Донецьк                        | 12.08.1977      | 24.02.2015  |
| 23. | Вохін Олексій Миколайович                 |                                   | Донецьк                        | 08.03.1980      | 26.02.2015  |
| 24. | Фатєєв Руслан Юрійович                    |                                   | Спартак                        | 21.10.1977      | 16.03.2015  |
| 25. | Іллічов Станіслав Сергійович              |                                   | Спартак                        | 29.12.1996      | 28.06.2015  |
| 26. | Чередниченко Микола Степанович            |                                   | Спартак                        | 27.11.1957      | 20.07.2015  |
| 27. | Підлісний Микола Олексадрович («Павук»)   |                                   |                                | 02.01.1993      | 07.08.2015  |
| 28. | Диба В'ячеслав Валерійович («Скорпіон»)   |                                   | Донецьк                        | 28.10.1979      | 13.08.2015  |
| 29. | Дьяков Степан Сергійович («Дантес»)       |                                   | Старомихайлівка                | 28.06.1990      | 12.06.2016  |
| 30. | Береснев Олексій Андрійович («Зелений»)   | ???, заступник командира взводу   | Ясинувата                      | 09.07.1997      | 14.09.2016  |
| 31. | Кабацький Сергій Вікторович («Кабачок»)   |                                   | Авдіївка                       | 30.06.1977      | 05.10.2016  |
| 32. | Долиненко Сергій Васильович               |                                   |                                | 14.11.1980      | 29.12.2016  |
| 33. | Брагін Аркадій Юрійович                   |                                   | Донецьк                        | 17.10.1976      | 02.02.2017  |
| 34. | Толстих Михайло Сергійович («Гіві»)       | полковник, командир батальйону    | Макіївка                       | 19.07.1980      | 08.02.2017  |
| 35. | Бондар Василь Анатолійович («Хохол»)      | командир взводу розвідки          | Зайцеве                        | 14.02.1978      | 27.05.2018  |

## Вторгнення РФ в Україну (2022)
| п/п | Ім'я, звання, по батькові                 | Звання/посада                                | Місце смерті      | Дата народження | Дата смерті |
| --- | ----------------------------------------- | -------------------------------------------- | ----------------- | --------------- | ----------- |
| 1.  | Чудник Сергій Юрійович                    | старший лейтенант, командир танкового взводу | м. Маріуполь      | 30.04.1972      | 16.03.2022  |
| 2.  | Акимочкін Сергій Анатолійович             | стрілець штурмового взводу штурмової роти    | м. Маріуполь      | 12.01.1996      | 31.03.2022  |
| 3.  | Стоцький Роман Андрійович («Сокіл»)       |                                              | м. Макіївка       | 02.06.1998      | 10.06.2022  |
| 4.  | Столяров Максим Миколайович               | єфрейтор                                     | Берестове         | 05.04.1985      | 11.06.2022  |
| 5.  | Волков Максим Миколайович                 |                                              | Новоселівка Друга | 08.01.1988      | 18.06.2022  |
| 6.  | Бабаш Олексій Михайлович («Льолік»)       |                                              |                   | 11.04.1988      | 19.07.2022  |
| 7.  | Хубаєв Ельбрус Альбертович («Мауглі»)     |                                              | Первомайський     |                 | 01.12.2022  |
| 8.  | Воробйов Роман Олександрович («Горобець») | капітан, командир 1-ї штурмової роти         |                   | 17.09.1996      | 05.06.2023  |
| 9.  | Делієв Сергій Сергійович («Грек»)         | капітан, командир механізованої роти         |                   | 02.12.1994      | 05.06.2023  |